# Chinattus chichila
Chinattus chichila là một loài nhện trong họ Salticidae.
Loài này thuộc chi Chinattus. Chinattus chichila được Dmitri Viktorovich Logunov miêu tả năm 2003.